# Liste des matchs de l'équipe d'Afghanistan de football par adversaire
Cette liste présente les matchs de l'équipe d'Afghanistan de football par adversaire rencontré. Lorsqu'une rivalité footballistique particulière existe entre l'Afghanistan et un autre pays, une page spécifique est parfois proposée.

## A

### Arabie saoudite
Confrontations entre l'Arabie saoudite et l'Afghanistan :
| Date          | Lieu        | Match                         | Score | Compétition                  |
| 2 avril 1975  | Bagdad Irak | Arabie saoudite - Afghanistan | 2-0   | Qualifications continentales |
| 10 avril 1975 | Bagdad Irak | Arabie saoudite - Afghanistan | 6-0   | Qualifications continentales |

Bilan
- Total de matchs disputés : 2
- Victoires de l'équipe d'Arabie saoudite : 2
- Victoires de l'équipe d'Afghanistan : 0
- Match nul : 0
- Total de buts de l'équipe d'Arabie saoudite : 8
- Total de buts de l'équipe d'Afghanistan : 0

## B

### Bangladesh
Confrontations entre le Bangladesh et l'Afghanistan :
| Date              | Lieu                    | Match                    | Score | Compétition                                                                                      |
| 12 janvier 1979   | Dacca Bangladesh        | Bangladesh - Afghanistan | 3-2   | Tour préliminaire à la Coupe d'Asie des nations de football 1980 (Groupe 2)                      |
| 16 janvier 1979   | Dacca Bangladesh        | Bangladesh - Afghanistan | 2-2   | Tour préliminaire à la Coupe d'Asie des nations de football 1980 (Groupe 2)                      |
| 5 mai 2008        | Bichkek Kirghizistan    | Bangladesh - Afghanistan | 0-0   | AFC Challenge Cup 2008 (Groupe C)                                                                |
| 6 juin 2008       | Colombo Sri Lanka       | Bangladesh - Afghanistan | 2-2   | Coupe d'Asie du Sud de football 2008 (Groupe B)                                                  |
| 2 juin 2015       | Dacca Bangladesh        | Bangladesh - Afghanistan | 1-1   | Match amical                                                                                     |
| 24 décembre 2015  | Thiruvananthapuram Inde | Afghanistan - Bangladesh | 4-0   | Coupe d'Asie du Sud de football 2015 (Groupe C)                                                  |
| 10 septembre 2019 | Douchanbé Tadjikistan   | Afghanistan - Bangladesh | 1-0   | Deuxième tour des éliminatoires de la zone Asie de la Coupe du monde de football 2022 (Groupe E) |

Bilan
- Total de matchs disputés : 7
- Victoires de l'équipe du Bangladesh : 1
- Victoires de l'équipe d'Afghanistan : 2
- Match nul : 4
- Total de buts de l'équipe du Bangladesh : 8
- Total de buts de l'équipe d'Afghanistan : 12

### Bhoutan
Confrontations entre le Bhoutan et l'Afghanistan :
| Date             | Lieu                    | Match                 | Score | Compétition                                             |
| 8 juin 2008      | Colombo Sri Lanka       | Bhoutan - Afghanistan | 3-1   | Coupe d'Asie du Sud de football 2008 (Groupe B)         |
| 23 mars 2011     | Gurgaon Inde            | Bhoutan - Afghanistan | 0-3   | AFC Challenge Cup 2012 (Tour préliminaire) Match aller  |
| 25 mars 2011     | Gurgaon Inde            | Afghanistan - Bhoutan | 2-0   | AFC Challenge Cup 2012 (Tour préliminaire) Match retour |
| 7 décembre 2011  | New Delhi Inde          | Afghanistan - Bhoutan | 8-1   | Coupe d'Asie du Sud de football 2011 (Groupe A)         |
| 2 septembre 2013 | Katmandou Népal         | Afghanistan - Bhoutan | 3-0   | Coupe d'Asie du Sud 2013 (Groupe B)                     |
| 26 décembre 2015 | Thiruvananthapuram Inde | Bhoutan - Afghanistan | 0-3   | Coupe d'Asie du Sud de football 2015 (Groupe B)         |

Bilan
- Total de matchs disputés : 6
- Victoires de l'équipe du Bhoutan : 1
- Victoires de l'équipe d'Afghanistan : 5
- Match nul : 0
- Total de buts de l'équipe du Bhoutan : 4
- Total de buts de l'équipe d'Afghanistan : 20

## C

### Cambodge
Confrontation entre le Cambodge et l'Afghanistan  :
| Date             | Lieu                  | Match                  | Score | Compétition                                                                              |
| 16 juin 2015     | Phnom Penh Cambodge   | Cambodge - Afghanistan | 0-1   | Éliminatoires de la Coupe du monde de football 2018, zone Asie, deuxième tour (Groupe E) |
| 12 novembre 2015 | Téhéran Iran          | Afghanistan - Cambodge | 3-0   | Éliminatoires de la Coupe du monde de football 2018, zone Asie, deuxième tour (Groupe E) |
| 13 juin 2017     | Phnom Penh Cambodge   | Cambodge - Afghanistan | 1-0   | Éliminatoires de la Coupe d'Asie des nations de football 2019, troisième tour (Groupe C) |
| 27 mars 2018     | Douchanbé Tadjikistan | Afghanistan - Cambodge | 2-1   | Éliminatoires de la Coupe d'Asie des nations de football 2019, troisième tour (Groupe C) |

Bilan
- Total de matchs disputés : 4
- Victoires de l'équipe du Cambodge : 1
- Victoires de l'équipe d'Afghanistan : 3
- Match nul : 0
- Total de buts de l'équipe du Cambodge : 2
- Total de buts de l'équipe d'Afghanistan : 6

### Chine
Confrontations entre la Chine et l'Afghanistan :
| Date              | Lieu         | Match               | Score | Compétition                                                 |
| 17 septembre 1984 | Canton Chine | Chine - Afghanistan | 6-0   | Coupe d'Asie des nations 1984 (Tour préliminaire, groupe 4) |

Bilan
- Total de matchs disputés : 1
- Victoires de l'équipe de Chine : 1
- Victoires de l'équipe d'Afghanistan : 0
- Match nul : 0
- Total de buts de l'équipe de Chine : 6
- Total de buts de l'équipe d'Afghanistan : 0

### Corée du Nord
Confrontations entre la Corée du Nord et l'Afghanistan :
| Date          | Lieu            | Match                       | Score | Compétition                       |
| 11 avril 2011 | Katmandou Népal | Corée du Nord - Afghanistan | 2-0   | AFC Challenge Cup 2012 (Groupe D) |

Bilan
- Total de matchs disputés : 1
- Victoires de l'équipe de Corée du Nord : 1
- Victoires de l'équipe d'Afghanistan : 0
- Match nul : 0
- Total de buts de l'équipe de Corée du Nord : 2
- Total de buts de l'équipe d'Afghanistan : 0

### Corée du Sud
Confrontations entre la Corée du Sud et l'Afghanistan :
| Date       | Lieu                | Match                      | Score | Compétition                        |
| 4 mai 1954 | Manille Philippines | Corée du Sud - Afghanistan | 8-2   | Jeux asiatiques de 1954 (Groupe C) |

Bilan
- Total de matchs disputés : 1
- Victoires de l'équipe de Corée du Sud : 1
- Victoires de l'équipe d'Afghanistan : 0
- Match nul : 0
- Total de buts de l'équipe de Corée du Sud : 8
- Total de buts de l'équipe d'Afghanistan : 2

## H

### Hong Kong
Confrontations entre Hong Kong et l'Afghanistan :
| Date              | Lieu                | Match                   | Score | Compétition                                                 |
| 6 mai 1954        | Manille Philippines | Hong Kong - Afghanistan | 4-2   | Jeux asiatiques de 1954 (Groupe C)                          |
| 15 septembre 1984 | Canton Chine        | Hong Kong - Afghanistan | 0-0   | Coupe d'Asie des nations 1984 (Tour préliminaire, groupe 4) |

Bilan
- Total de matchs disputés : 2
- Victoires de l'équipe de Hong Kong : 1
- Victoires de l'équipe d'Afghanistan : 0
- Match nul : 1
- Total de buts de l'équipe de Hong Kong : 4
- Total de buts de l'équipe d'Afghanistan : 2

## I

### Inde
Confrontations entre l'Inde et l'Afghanistan :
| Date              | Lieu                    | Match              | Score     | Compétition                                                                    |
| 21 août 1941      | Kaboul Afghanistan      | Afghanistan - Inde | 1-3       | Match amical                                                                   |
| 3 juin 1948       | Bombay Inde             | Inde - Afghanistan | 4-0       | Match amical                                                                   |
| 8 mars 1951       | New Delhi Inde          | Inde - Afghanistan | 3-0       | Jeux asiatiques de 1951 (Demi-finale)                                          |
| 26 octobre 1959   | Kaboul Afghanistan      | Afghanistan - Inde | 2-5       | Qualifications pour les Jeux Olympiques 1960                                   |
| 24 juillet 1976   | Kaboul Afghanistan      | Afghanistan - Inde | 1-1       | Match amical                                                                   |
| 24 juillet 1977   | Kaboul Afghanistan      | Afghanistan - Inde | 0-3       | Match amical                                                                   |
| 12 janvier 2003   | Dacca Bangladesh        | Inde - Afghanistan | 4-0       | Coupe d'Asie du Sud 2003 (1er tour, groupe A)                                  |
| 30 juillet 2008   | Hyderabad Inde          | Inde - Afghanistan | 1-0       | AFC Challenge Cup 2008 (1er tour, groupe A)                                    |
| 5 décembre 2009   | Dacca Bangladesh        | Inde - Afghanistan | 1-0       | Coupe d'Asie du Sud 2009 (1er tour, groupe A)                                  |
| 3 décembre 2011   | New Delhi Inde          | Inde - Afghanistan | 1-1       | Coupe d'Asie du Sud 2011 (1er tour, groupe A)                                  |
| 11 décembre 2011  | New Delhi Inde          | Inde - Afghanistan | 4-0       | Coupe d'Asie du Sud 2011 (finale)                                              |
| 11 septembre 2013 | Katmandou Népal         | Afghanistan - Inde | 2-0       | Coupe d'Asie du Sud 2013 (finale)                                              |
| 3 janvier 2016    | Thiruvananthapuram Inde | Inde - Afghanistan | 2-1 (a.p) | Coupe d'Asie du Sud 2015 (finale)                                              |
| 14 novembre 2019  | Douchanbé Tadjikistan   | Afghanistan - Inde | 1-1       | Éliminatoires de la zone Asie de la Coupe du monde de football 2022 (Groupe E) |

Bilan
- Total de matchs disputés : 12
- Victoires de l'équipe d'Inde : 10
- Victoires de l'équipe d'Afghanistan : 1
- Matchs nuls : 3
- Total de buts de l'équipe d'Inde : 33
- Total de buts de l'équipe d'Afghanistan : 9

### Irak
Confrontations entre l'Irak et l'Afghanistan :
| Date          | Lieu        | Match              | Score | Compétition                                                              |
| 4 avril 1975  | Bagdad Irak | Irak - Afghanistan | 4-0   | Coupe d'Asie des nations 1976 (Tour préliminaire, groupe 2) Match aller  |
| 14 avril 1975 | Bagdad Irak | Irak - Afghanistan | 3-1   | Coupe d'Asie des nations 1976 (Tour préliminaire, groupe 2) Match retour |

Bilan
- Total de matchs disputés : 2
- Victoires de l'équipe d'Irak : 2
- Victoires de l'équipe d'Afghanistan : 0
- Match nul : 0
- Total de buts de l'équipe d'Irak : 7
- Total de buts de l'équipe d'Afghanistan : 1

### Iran
Confrontations entre l'Iran et l'Afghanistan :
| Date              | Lieu               | Match              | Score | Compétition                        |
| 25 août 1941      | Kaboul Afghanistan | Iran - Afghanistan | 0-0   | Match amical                       |
| 26 octobre 1949   | Téhéran Iran       | Iran - Afghanistan | 4-0   | Match amical                       |
| 28 septembre 2002 | Pusan Corée du Sud | Afghanistan - Iran | 0-10  | Jeux asiatiques de 2002 (Groupe E) |

Bilan
- Total de matchs disputés : 3
- Victoires de l'équipe d'Iran : 2
- Victoires de l'équipe d'Afghanistan : 0
- Match nul : 1
- Total de buts de l'équipe d'Iran : 14
- Total de buts de l'équipe d'Afghanistan : 0

## J

### Japon
Confrontations entre le Japon et l'Afghanistan :
| Date             | Lieu      | Match               | Score | Compétition                                                    |
| 9 mars 1951      | New Delhi | Japon - Afghanistan | 2-0   | Match amical                                                   |
| 8 septembre 2015 | Téhéran   | Afghanistan - Japon | 0-6   | Qualifications pour la Coupe du Monde 2018 (2e tour, Groupe E) |
| 24 mars 2016     | Saitama   | Japon - Afghanistan | 5-0   | Qualifications pour la Coupe du Monde 2018 (2e tour, Groupe E) |

Bilan
Total de matchs disputés : 3
- Victoires de l'équipe du Japon : 3
- Victoires de l'équipe d'Afghanistan : 0
- Match nul : 0
- Total de buts de l'équipe du Japon : 13
- Total de buts de l'équipe d'Afghanistan : 0

### Jordanie
Confrontations entre la Jordanie et l'Afghanistan :
| Date              | Lieu                 | Match                  | Score | Compétition                                                 |
| 29 septembre 1984 | Canton Chine         | Jordanie - Afghanistan | 6-1   | Coupe d'Asie des nations 1984 (Tour préliminaire, groupe 4) |
| 5 septembre 2017  | Amman Jordanie       | Jordanie - Afghanistan | 4-1   | 3e tour qualificatif pour la Coupe d'Asie 2019 (Groupe C)   |
| 10 octobre 2017   | Dushanbe Tadjikistan | Afghanistan - Jordanie | 3-3   | 3e tour qualificatif pour la Coupe d'Asie 2019 (Groupe C)   |

Bilan
- Total de matchs disputés : 3
- Victoires de l'équipe de Jordanie : 2
- Victoires de l'équipe d'Afghanistan : 0
- Match nul : 1
- Total de buts de l'équipe de Jordanie : 13
- Total de buts de l'équipe d'Afghanistan : 5

## K

### Kirghizistan
Confrontations entre le Kirghizistan et l'Afghanistan :
| Date          | Lieu                      | Match                      | Score | Compétition                                                  |
| 16 mars 2003  | Katmandou Népal           | Kirghizistan - Afghanistan | 1-2   | Coupe d'Asie des nations 2004 (Tour préliminaire) (Groupe C) |
| 7 mai 2008    | Bichkek Kirghizistan      | Kirghizistan - Afghanistan | 0-1   | AFC Challenge Cup 2008 (Groupe C)                            |
| 13 avril 2014 | Dubaï Émirats arabes unis | Afghanistan - Kirghizistan | 0-0   | Match amical                                                 |
| 12 mai 2014   | Koweït City Koweït        | Afghanistan - Kirghizistan | 1-0   | Match amical                                                 |

Bilan
- Total de matchs disputés : 4
- Victoires de l'équipe du Kirghizistan : 1
- Victoires de l'équipe d'Afghanistan : 2
- Match nul : 1
- Total de buts de l'équipe du Kirghizistan : 2
- Total de buts de l'équipe d'Afghanistan : 3

### Koweït
| Date        | Lieu               | Match                | Score | Compétition  |
| 14 mai 2014 | Koweït City Koweït | Koweït - Afghanistan | 3-2   | Match amical |

Bilan
- Total de matchs disputés : 1
- Victoires de l'équipe du Koweït : 1
- Victoires de l'équipe d'Afghanistan : 0
- Match nul : 0
- Total de buts de l'équipe du Koweït : 3
- Total de buts de l'équipe d'Afghanistan : 2

## L

### Laos
Confrontations entre le Laos et l'Afghanistan :
| Date        | Lieu               | Match              | Score | Compétition                                      |
| 6 mars 2013 | Vientiane Laos     | Loas - Afghanistan | 1-1   | AFC Challenge Cup 2014 (Qualifications Groupe C) |
| 24 mai 2014 | Addu city Maldives | Afghanistan - Laos | 0-0   | AFC Challenge Cup 2014 (Groupe B)                |
| 29 mai 2015 | Vientiane Laos     | Laos - Afghanistan | 0-2   | Match amical                                     |

Bilan
- Total de matchs disputés : 3
- Victoires de l'équipe du Laos : 0
- Victoires de l'équipe d'Afghanistan : 1
- Match nul : 2
- Total de buts de l'équipe du Laos : 1
- Total de buts de l'équipe d'Afghanistan : 3

### Liban
Confrontations entre le Liban et l'Afghanistan  :
| Date             | Lieu               | Match               | Score | Compétition                        |
| 5 octobre 2002   | Pusan Corée du Sud | Liban - Afghanistan | 11-0  | Jeux asiatiques de 2002 (Groupe E) |
| 5 septembre 2016 | Beyrouth Liban     | Liban - Afghanistan | 2-0   | Match amical                       |

Bilan
- Total de matchs disputés : 2
- Victoires de l'équipe du Liban : 2
- Victoires de l'équipe d'Afghanistan : 0
- Match nul : 0
- Total de buts de l'équipe du Liban : 13
- Total de buts de l'équipe d'Afghanistan : 0

### Luxembourg
Confrontations entre le Luxembourg et l'Afghanistan :
| Date            | Lieu                | Match                    | Score | Compétition                   |
| 27 juillet 1948 | Londres Royaume-Uni | Luxembourg - Afghanistan | 6-0   | Jeux olympiques d'été de 1948 |

Bilan
- Total de matchs disputés : 1
- Victoires de l'équipe du Luxembourg : 1
- Victoires de l'équipe d'Afghanistan : 0
- Match nul : 0
- Total de buts de l'équipe du Luxembourg : 6
- Total de buts de l'équipe d'Afghanistan : 0

## M

### Malaisie
Confrontations entre la Malaisie et l'Afghanistan :
| Date            | Lieu                   | Match                  | Score | Compétition             |
| 20 octobre 2008 | Petaling Jaya Malaisie | Malaisie - Afghanistan | 6-0   | Tournoi de Merdeka 2008 |
| 11 octobre 2016 | Shah Alam Malaisie     | Malaisie - Afghanistan | 1-1   | Match amical            |
| 23 mars 2019    | Kuala Lumpur Malaisie  | Malaisie - Afghanistan | 2-1   | Match amical            |

Bilan
- Total de matchs disputés : 2
- Victoires de l'équipe de Malaisie : 2
- Victoires de l'équipe d'Afghanistan : 0
- Match nul : 1
- Total de buts de l'équipe de Malaisie : 9
- Total de buts de l'équipe d'Afghanistan : 2

### Maldives
Confrontations entre les Maldives et l'Afghanistan :
| Date             | Lieu                      | Match                  | Score              | Compétition                                                     |
| 7 décembre 2005  | Karachi Pakistan          | Maldives - Afghanistan | 9-1                | Coupe d'Asie du Sud de football 2005 (1er tour, groupe A)       |
| 7 décembre 2009  | Dacca Bangladesh          | Maldives - Afghanistan | 3-1                | Coupe d'Asie du Sud de football 2009 (1er tour, groupe A)       |
| 6 septembre 2013 | Katmandou Népal           | Afghanistan - Maldives | 0-0                | Championnat d'Asie du Sud de football 2013 (1er tour, groupe B) |
| 29 mai 2014      | Malé Maldives             | Maldives - Afghanistan | 1-1 (t.a.b. : 8-7) | AFC Challenge Cup 2014 (match pour la 3e place)                 |
| 28 décembre 2015 | Thiruvananthapuram Inde   | Afghanistan - Maldives | 4-1                | Coupe d'Asie du Sud de football 2015 (1er tour, groupe B)       |
| 6 juin 2017      | Dubaï Émirats arabes unis | Afghanistan - Maldives | 2-1                | Match amical                                                    |

Bilan
- Total de matchs disputés : 6
- Victoires de l'équipe des Maldives : 2
- Victoires de l'équipe d'Afghanistan : 2
- Matchs nuls : 2
- Total de buts de l'équipe des Maldives : 15
- Total de buts de l'équipe d'Afghanistan : 9

### Mongolie
Confrontations entre la Mongolie et l'Afghanistan
| Date        | Lieu           | Match                  | Score | Compétition                                      |
| 4 mars 2013 | Vientiane Laos | Mongolie - Afghanistan | 0-1   | AFC Challenge Cup 2014 (Qualifications Groupe C) |

Bilan
- Total de matchs disputés : 1
- Victoires de l'Équipe de Mongolie : 0
- Victoires de l'équipe d'Afghanistan : 1
- Match nul : 0
- Total de buts de l'Équipe de Mongolie : 0
- Total de buts de l'équipe d'Afghanistan : 1

## N

### Népal
Confrontations entre le Népal et l'Afghanistan :
| Date             | Lieu                   | Match               | Score | Compétition                                        |
| 18 mars 2003     | Katmandou Népal        | Népal - Afghanistan | 4-0   | Coupe d'Asie des nations 2004 (Tour préliminaire)  |
| 17 octobre 2008  | Petaling Jaya Malaisie | Népal - Afghanistan | 2-2   | Tournoi de Merdeka 2008                            |
| 9 décembre 2009  | Dacca Bangladesh       | Afghanistan - Népal | 0-3   | Coupe d'Asie des nations 2009                      |
| 7 avril 2011     | Katmandou Népal        | Afghanistan - Népal | 0-1   | AFC Challenge Cup 2012 (Groupe D)                  |
| 9 décembre 2011  | New Delhi Inde         | Népal - Afghanistan | 0-1   | Coupe d'Asie du Sud de football 2011 (demi-finale) |
| 8 septembre 2013 | Katmandou Népal        | Népal - Afghanistan | 0-1   | Coupe d'Asie du Sud 2013 (demi-finale)             |

Bilan
- Total de matchs disputés : 6
- Victoires de l'équipe du Népal : 3
- Victoires de l'équipe d'Afghanistan : 2
- Match nul : 1
- Total de buts de l'équipe du Népal : 10
- Total de buts de l'équipe d'Afghanistan : 4

## O

### Oman
Confrontations entre Oman et l'Afghanistan :
| Date            | Lieu                  | Match              | Score | Compétition                                                                                      |
| 30 août 2017    | Mascate Oman          | Oman - Afghanistan | 2-0   | Match amical                                                                                     |
| 20 mars 2019    | Kuala Lumpur Malaisie | Oman - Afghanistan | 5-0   | Match amical                                                                                     |
| 10 octobre 2019 | Mascate Oman          | Oman - Afghanistan | 3-0   | Deuxième tour des éliminatoires de la zone Asie de la Coupe du monde de football 2022 (Groupe E) |

Bilan
- Total de matchs disputés : 3
- Victoire de l'équipe d'Oman : 3
- Victoires de l'équipe d'Afghanistan : 0
- Match nul : 0
- Total de buts de l'équipe d'Oman : 10
- Total de buts de l'équipe d'Afghanistan : 0

## P

### Pakistan
Confrontations entre le Pakistan et l'Afghanistan :
| Date            | Lieu               | Match                  | Score | Compétition                         |
| 19 juillet 1976 | Kaboul Afghanistan | Afghanistan - Pakistan | 1-0   | Match amical                        |
| 12 octobre 1976 | Karachi Pakistan   | Pakistan - Afghanistan | 1-0   | Match amical                        |
| 14 janvier 2003 | Dacca Bangladesh   | Pakistan - Afghanistan | 1-0   | Coupe d'Asie du Sud 2003 (Groupe A) |
| 9 décembre 2005 | Karachi Pakistan   | Pakistan - Afghanistan | 1-0   | Coupe d'Asie du Sud 2005 (Groupe A) |
| 20 août 2013    | Kaboul Afghanistan | Afghanistan - Pakistan | 3-0   | Match amical                        |
| 6 février 2015  | Islamabad Pakistan | Pakistan - Afghanistan | 2-1   | Match amical                        |

Bilan
- Total de matchs disputés : 6
- Victoires de l'équipe du Pakistan : 4
- Victoires de l'équipe d'Afghanistan : 2
- Match nul : 0
- Total de buts de l'équipe du Pakistan : 5
- Total de buts de l'équipe d'Afghanistan : 5

### Palestine
Confrontations entre la Palestine et l'Afghanistan :
| Date           | Lieu                   | Match                   | Score | Compétition                                |
| 29 juin 2011   | Tursunzoda Tadjikistan | Afghanistan - Palestine | 0-2   | Qualifications pour la Coupe du Monde 2014 |
| 3 juillet 2011 | Al-Ram Palestine       | Palestine - Afghanistan | 1-1   | Qualifications pour la Coupe du Monde 2014 |
| 27 mai 2014    | Malé Maldives          | Palestine - Afghanistan | 2-0   | AFC Challenge Cup 2014 (demi-finale)       |

Bilan
- Total de matchs disputés : 3
- Victoires de l'équipe de Palestine : 2
- Victoires de l'équipe d'Afghanistan : 0
- Match nul : 1
- Total de buts de l'équipe de Palestine : 5
- Total de buts de l'équipe d'Afghanistan : 1

### Philippines
Confrontations entre les Philippines et l'Afghanistan :
| Date         | Lieu                  | Match                     | Score | Compétition                                 |
| 5 avril 2006 | Chittagong Bangladesh | Philippines - Afghanistan | 1-1   | AFC Challenge Cup 2006 (1er tour, groupe A) |
| 20 mai 2014  | Hithadhoo Maldives    | Philippines - Afghanistan | 0-0   | AFC Challenge Cup 2014 (1er tour, groupe B) |

Bilan
- Total de matchs disputés : 2
- Victoires de l'équipe des Philippines : 0
- Victoires de l'équipe d'Afghanistan : 0
- Matchs nuls : 2
- Total de buts de l'équipe des Philippines : 1
- Total de buts de l'équipe d'Afghanistan : 1

## Q

### Qatar
Confrontations entre le Qatar et l'Afghanistan :
| Date              | Lieu                  | Match               | Score | Compétition                                                                                      |
| 6 avril 1975      | Bagdad Irak           | Qatar - Afghanistan | 2-1   | Coupe d'Asie des nations 1976 (Tour préliminaire, Groupe 2) Match aller                          |
| 12 avril 1975     | Bagdad Irak           | Qatar - Afghanistan | 1-1   | Coupe d'Asie des nations 1976 (Tour préliminaire, Groupe 2) Match retour                         |
| 11 janvier 1979   | Dacca Bangladesh      | Qatar - Afghanistan | 3-0   | Coupe d'Asie des nations 1980 (Tour préliminaire, Groupe 2) Match aller                          |
| 15 janvier 1979   | Dacca Bangladesh      | Qatar - Afghanistan | 2-1   | Coupe d'Asie des nations 1980 (Tour préliminaire, Groupe 2) Match retour                         |
| 15 septembre 1984 | Canton Chine          | Qatar - Afghanistan | 8-0   | Coupe d'Asie des nations 1984 (Tour préliminaire, Groupe 4)                                      |
| 1er octobre 2002  | Ulsan Corée du Sud    | Qatar - Afghanistan | 11-0  | Jeux asiatiques de 2002 (1er tour, groupe E)                                                     |
| 5 septembre 2019  | Doha Qatar            | Qatar - Afghanistan | 6-0   | Deuxième tour des éliminatoires de la zone Asie de la Coupe du monde de football 2022 (Groupe E) |
| 5 novembre 2019   | Douchanbé Tadjikistan | Afghanistan - Qatar | 0-1   | Deuxième tour des éliminatoires de la zone Asie de la Coupe du monde de football 2022 (Groupe E) |

Bilan
- Total de matchs disputés : 6
- Victoires de l'équipe du Qatar : 7
- Victoires de l'équipe d'Afghanistan : 0
- Match nul : 1
- Total de buts de l'équipe du Qatar : 34
- Total de buts de l'équipe d'Afghanistan : 3

## S

### Singapour
Confrontations entre Singapour et l'Afghanistan
| Date           | Lieu            | Match                   | Score | Compétition                                                    |
| 8 octobre 2015 | Singapour       | Singapour - Afghanistan | 1-0   | Qualifications pour la Coupe du Monde 2018 (2e tour, Groupe E) |
| 29 mars 2016   | Téhéran Iran    | Afghanistan - Singapour | 2-1   | Qualifications pour la Coupe du Monde 2018 (2e tour, Groupe E) |
| 23 mars 2017   | Al Rayyan Qatar | Afghanistan - Singapour | 2-1   | Match amical                                                   |

Bilan
- Total de matchs disputés : 3
- Victoires de l'équipe de Singapour de football : 1
- Victoires de l'équipe d'Afghanistan : 2
- Match nul : 0
- Total de buts de l'équipe de Singapour de football : 3
- Total de buts de l'équipe d'Afghanistan : 4

### Sri Lanka
Confrontations entre le Sri Lanka et l'Afghanistan :
| Date             | Lieu                    | Match                   | Score | Compétition                            |
| 10 janvier 2003  | Dacca Bangladesh        | Sri Lanka - Afghanistan | 1-0   | Coupe d'Asie du Sud 2003 (Groupe A)    |
| 11 décembre 2005 | Karachi Pakistan        | Sri Lanka - Afghanistan | 1-2   | Coupe d'Asie du Sud 2005 (Groupe A)    |
| 4 juin 2008      | Colombo Sri Lanka       | Sri Lanka - Afghanistan | 2-2   | Coupe d'Asie du Sud 2008 (Groupe B)    |
| 9 avril 2011     | Katmandou Népal         | Sri Lanka - Afghanistan | 0-1   | AFC Challenge Cup 2012 (Groupe D)      |
| 5 décembre 2011  | New Delhi Inde          | Sri Lanka - Afghanistan | 1-3   | Coupe d'Asie du Sud 2011 (Groupe A)    |
| 2 mars 2013      | Vientiane Laos          | Afghanistan - Sri Lanka | 1-0   | AFC Challenge Cup 2014 (Groupe C)      |
| 4 septembre 2013 | Katmandou Népal         | Sri Lanka - Afghanistan | 1-3   | Coupe d'Asie du Sud 2013 (Groupe B)    |
| 31 décembre 2015 | Thiruvananthapuram Inde | Afghanistan - Sri Lanka | 5-0   | Coupe d'Asie du Sud 2015 (demi-finale) |

Bilan
- Total de matchs disputés : 8
- Victoires de l'équipe du Sri Lanka : 1
- Victoires de l'équipe d'Afghanistan : 6
- Match nul : 1
- Total de buts de l'équipe du Sri Lanka : 6
- Total de buts de l'équipe d'Afghanistan : 17

### Syrie
Confrontations entre la Syrie et l'Afghanistan :
| Date            | Lieu                  | Match               | Score | Compétition                                                    |
| 8 octobre 2007  | Damas Syrie           | Syrie - Afghanistan | 3-0   | Qualifications pour la Coupe du Monde 2010 (1er tour)          |
| 26 octobre 2007 | Douchanbé Tadjikistan | Afghanistan - Syrie | 1-2   | Qualifications pour la Coupe du Monde 2010 (1er tour)          |
| 11 juin 2015    | Mashhad Iran          | Afghanistan - Syrie | 0-6   | Qualifications pour la Coupe du Monde 2018 (2e tour, Groupe E) |
| 13 octobre 2015 | Mascate Oman          | Syrie - Afghanistan | 5-2   | Qualifications pour la Coupe du Monde 2018 (2e tour, Groupe E) |

Bilan
- Total de matchs disputés : 4
- Victoires de l'équipe de Syrie : 4
- Victoires de l'équipe d'Afghanistan : 0
- Match nul : 0
- Total de buts de l'équipe de Syrie : 16
- Total de buts de l'équipe d'Afghanistan : 3

## T

### Tadjikistan
Confrontations entre le Tadjikistan et l'Afghanistan :
| Date             | Lieu                     | Match                     | Score | Compétition                       |
| 8 novembre 2005  | Douchanbé Tadjikistan    | Tadjikistan - Afghanistan | 4-0   | Match amical                      |
| 3 août 2008      | Hyderabad Inde           | Afghanistan - Tadjikistan | 0-4   | AFC Challenge Cup 2008 (Groupe A) |
| 17 novembre 2010 | Douchanbé Tadjikistan    | Tadjikistan - Afghanistan | 1-0   | Match amical                      |
| 4 juin 2013      | Qurghonteppa Tadjikistan | Tadjikistan - Afghanistan | 3-2   | Match amical                      |
| 4 mai 2014       | Douchanbé Tadjikistan    | Tadjikistan - Afghanistan | 1-0   | Match amical                      |
| 13 novembre 2016 | Douchanbé Tadjikistan    | Tadjikistan - Afghanistan | 1-0   | Match amical                      |
| 7 juin 2019      | Douchanbé Tadjikistan    | Tadjikistan - Afghanistan | 1-1   | Match amical                      |

Bilan
- Total de matchs disputés : 7
- Victoires de l'équipe du Tadjikistan : 6
- Victoires de l'équipe d'Afghanistan : 0
- Match nul : 1
- Total de buts de l'équipe du Tadjikistan : 15
- Total de buts de l'équipe d'Afghanistan : 3

### Taïwan
Confrontations entre le Taïwan et l'Afghanistan :
| Date         | Lieu                  | Match                | Score | Compétition                       |
| 3 avril 2006 | Chittagong Bangladesh | Afghanistan - Taïwan | 2-2   | AFC Challenge Cup 2006 (Groupe A) |

Bilan
- Total de matchs disputés : 1
- Victoires de l'équipe de Taïwan : 0
- Victoires de l'équipe d'Afghanistan : 0
- Match nul : 1
- Total de buts de l'équipe de Taïwan : 2
- Total de buts de l'équipe d'Afghanistan : 2

### Thaïlande
Confrontations entre la Thaïlande et l'Afghanistan :
| Date             | Lieu              | Match                   | Score | Compétition  |
| 3 septembre 2015 | Bangkok Thaïlande | Thaïlande - Afghanistan | 2-0   | Match amical |

Bilan
- Total de matchs disputés : 1
- Victoires de l'Équipe de Thaïlande : 1
- Victoires de l'équipe d'Afghanistan : 0
- Match nul : 0
- Total de buts de l'Équipe de Thaïlande : 2
- Total de buts de l'équipe d'Afghanistan : 0

### Turkménistan
Confrontations entre le Turkménistan et l'Afghanistan :
| Date             | Lieu                  | Match                      | Score | Compétition                                      |
| 19 novembre 2003 | Achgabat Turkménistan | Turkménistan - Afghanistan | 11-0  | Qualifications pour la Coupe du monde de la FIFA |
| 23 novembre 2003 | Kaboul Afghanistan    | Afghanistan - Turkménistan | 0-2   | Qualifications pour la Coupe du monde de la FIFA |
| 1er août 2008    | Hyderabad Inde        | Afghanistan - Turkménistan | 0-5   | AFC Challenge Cup 2008 (Groupe A)                |
| 22 mai 2014      | Addu Maldives         | Afghanistan - Turkménistan | 3-1   | AFC Challenge Cup 2014 (Groupe B)                |
| 22 décembre 2018 | Antalya Turquie       | Afghanistan - Turkménistan | 0-2   | Match amical                                     |

Bilan
- Total de matchs disputés : 5
- Victoires de l'équipe du Turkménistan : 4
- Victoires de l'équipe d'Afghanistan : 1
- Match nul : 0
- Total de buts de l'équipe du Turkménistan : 21
- Total de buts de l'équipe d'Afghanistan : 3

## V

### Viêt Nam
Confrontations entre le Viêt Nam et l'Afghanistan :
| Date             | Lieu                  | Match                  | Score | Compétition                                               |
| 28 mars 2017     | Hanoï Viêt Nam        | Viêt Nam - Afghanistan | 0-0   | 3e tour qualificatif pour la Coupe d'Asie 2019 (Groupe C) |
| 14 novembre 2017 | Douchanbé Tadjikistan | Afghanistan - Viêt Nam | 1-1   | 3e tour qualificatif pour la Coupe d'Asie 2019 (Groupe C) |

Bilan
- Total de matchs disputés : 2
- Victoires de l'équipe du Viêt Nam : 0
- Victoires de l'équipe d'Afghanistan : 0
- Match nul : 2
- Total de buts de l'équipe du Viêt Nam : 1
- Victoires de l'équipe d'Afghanistan : 1